# آقایری
آقایری (به ترکی آذربایجانی: Ağayrı) یک منطقه مسکونی در جمهوری آذربایجان است که در شهرستان بیله‌سوار (جمهوری آذربایجان) واقع شده است. آقایری ۲۱۸۷ نفر جمعیت دارد.